# 走遍中国
《走遍中国》是中国中央电视台中文国际频道的一档专题性节目，于2002年9月2日开播。节目主要聚焦中国最新变化，关注新现象、新风尚、新事物，反映当代中国人的现今生活状态、思想观念和精神追求。

## 播出时间
本节目现时在中国中央电视台中文国际频道播出，各版本播出时间如下：
- 亚洲版：周一至周五22:00—22:30首播，次日5:05-5:35、13:30-14:00重播。
- 欧洲版：每天6:00—6:30首播，13:30-14:00重播。
- 美洲版：每天6:00—6:30首播（若要播出党和国家领导人外访的消息（播出特别时段的《中国新闻》）时，则改为6:30播出），13:00-13:30重播。

央视的付费数字频道世界地理频道周一至周五也会播出该节目，播出时间不固定，但多在11:40左右开始播出。在央视高清综合频道改为体育赛事频道之前，节目也会在高清综合频道播出。
此外，节目亦在厦门卫视（对外播出的闽南话版，以闽南话配音）和加拿大城市电视播出。

## 历史
《走遍中国》节目的前身为《旅行家》（1992年5月9日开播，1997年5月改版更名为《中国旅游》）、《荧屏荟萃》（1992年5月9日开播，1995年1月1日更名为《中国风》）、《千秋史话》、《东方家园》、《纪录中国》（1998年6月1日随央视四套更换台标改版开播）和《民族大家庭》（2000年2月11日开播）。2002年9月2日六大合并为《走遍中国》，起初在20:30首播，设《魅力中国》、《历史中国》、《智慧中国》、《今日中国》4个板块，由游本昌和关凌以小品的形式串联每一个板块。此后改由洪涛主持，以访谈的形式进行，将每一期栏目中不同的专题串连在一起。之后取消了板块设置，使每一期节目选用单一选题，但专家与主持人在演播室串联的方式仍然保留了下来。
后来为配合《走遍中国》节目翻译成外语播出，节目取消了专家在演播室对话的部分，改回为传统纪录片，一直保持到2013年。2010年12月1日起，因原CCTV-9英语国际频道更名为CCTV-NEWS英语新闻频道，非新闻类节目全部撤出，因此，自当日起《走遍中国》节目增加英文字幕。
2014年1月4日，《走遍中国》节目再次改版，以“新”、“深”、“广”为改版亮点，节目内容彻底改为“记者现场报道短片加演播室访谈”，每期节目会播出4个短片，选题更加侧重于讲述正在发生改变的现代中国，呈现方式上增加了现场记者，设置了主持人和评论嘉宾。同日起，节目取消了英文字幕。
同年，《走遍中国》栏目组参与制作了百集大型季播纪录片《记住乡愁》，第一季于2015年1月1日起开播。第一季完结后，《走遍中国》再次取消主持人，恢复为纯纪录片样式。《记住乡愁》第二季完结后，《走遍中国》再次设置主持人。

## 节目组参与的大型系列纪录片制作
- 《记住乡愁》
- 《长寿密码》
- 《美丽中国·湿地行》
- 《中国古镇》